# François Anglès
Pour les articles homonymes, voir Anglès (homonymie).
François Ernest Anglès est un homme politique français né le 1er janvier 1807 à Paris et décédé le 14 avril 1861 à Paris 8e.

## Biographie
Auditeur au Conseil d'État de 1828 à 1832, il s'occupe ensuite d'agriculture, devenant président de la société d'agriculture de l'arrondissement de Roanne et membre du conseil général de l'agriculture. Il est aussi directeur de la ferme-école de Roanne. Il est député de la Loire de 1849 à 1851, siégeant à droite.

## Décoration
- Chevalier de la Légion d'honneur en 1854